# Seppiana
Seppiana (Sapiana in dialetto ossolano, Sëppian-a in piemontese) è una frazione di 166 abitanti del comune di Borgomezzavalle, nella provincia del Verbano-Cusio-Ossola. Si trova in Valle Antrona.

## Storia
Comune autonomo fino al 2015, il 1º gennaio 2016 si fuse con il comune di Viganella per formare il nuovo comune di Borgomezzavalle.
Un tempo era la sola sede parrocchiale di tutta la valle. Nel centro del paese si trova l'antica chiesa parrocchiale di Sant'Ambrogio, dell'XI secolo. Il centro di Seppiana ospita anche un paio di antichi edifici con affreschi, ed un interessante portale ad arco. In località le Selve si trova poi un crocefisso del XII secolo, mentre in località San Rocco si trova il seicentesco oratorio.

### Simboli
Lo stemma e il gonfalone del comune di Seppiana erano stati concessi con il decreto del presidente della Repubblica del 27 gennaio 2012.
(D.P.R. 27.01.2012)
Il gonfalone era un drappo di giallo.

## Società

### Evoluzione demografica
Abitanti censiti

## Geografia antropica
Al comune appartenevano le frazioni di Camblione e le piccole località alpine di Alpe Baldana (condivisa con Villadossola), Alpe Cascina Nova, Alpe Cima al Prà, Alpe Crotto, Alpe Mandariola Sopra, Alpe Mandariola Sotto, Alpe i Merli, Alpe San Giacomo (condivisa con Pallanzeno) ed Alpe Zii.